# Harrison (New Jersey)
Harrison – miasto w Stanach Zjednoczonych, w stanie New Jersey, w hrabstwie Hudson. Według spisu ludności z roku 2010, w Harrison mieszka 13 620 mieszkańców.
W mieście znajduje się stadion piłkarski Red Bull Arena, na którym swoje mecze rozgrywa drużyna MLS New York Red Bulls.